# Слобода (Сидоровське сільське поселення)
Слобода́ (рос. Слобода) — присілок у складі Грязовецького району Вологодської області, Росія. Входить до складу Сидоровського сільського поселення.

## Населення
Населення — 63 особи (2010; 73 у 2002).
Національний склад (станом на 2002 рік):
- росіяни — 100 %